# Rosebush (Michigan)
Rosebush est un village du comté d'Isabella, dans l'État du Michigan, aux États-Unis. En 2020, il comptait une population de 353 habitants.